# Asha Haji Elmi

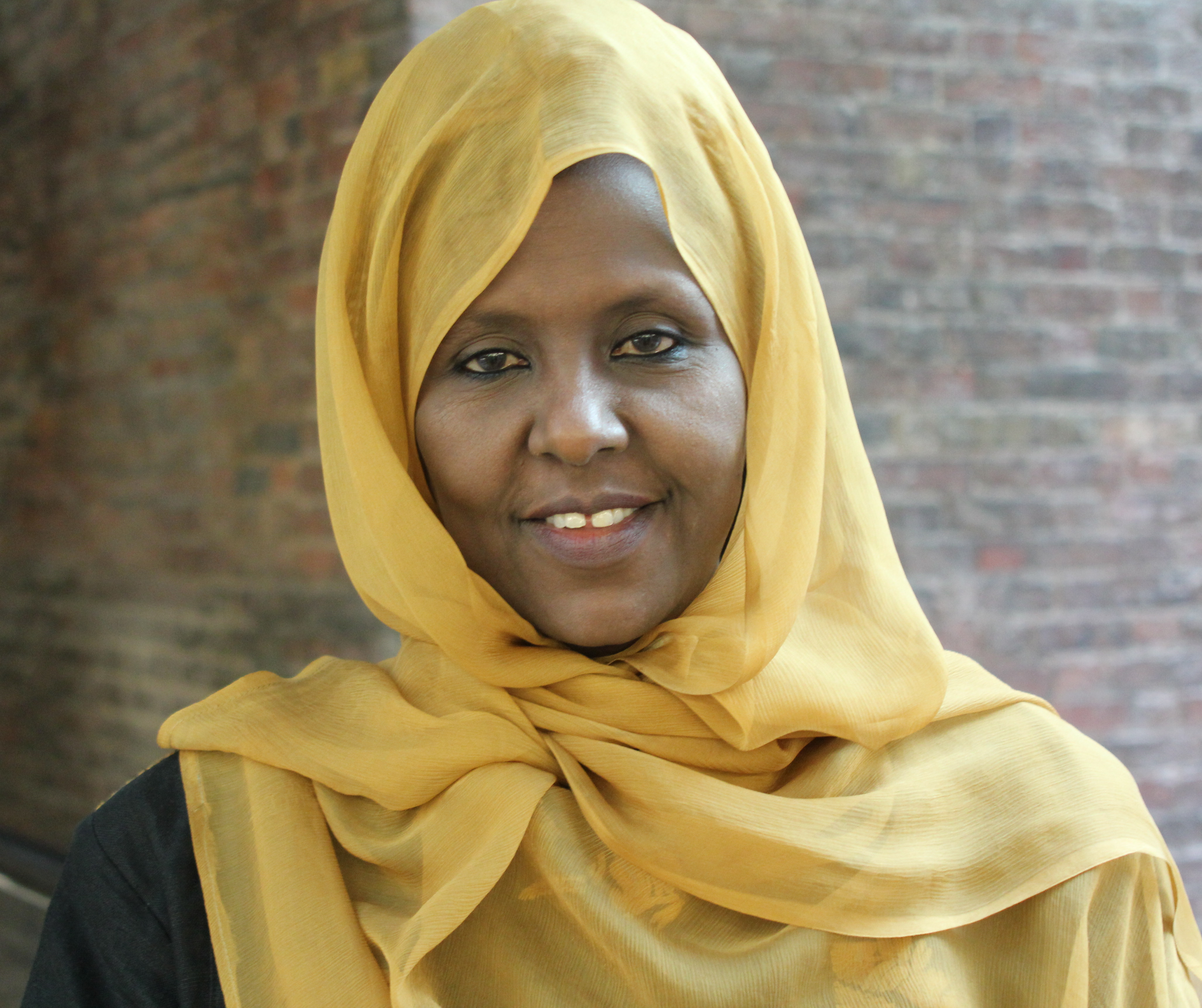
Asha Haji Elmi

Asha Haji Elmi (em somali: Caasha Xaaji Cilmi; nascida em 1962) é uma ativista política somali.
Elmi é uma ativista que atua na área dos direitos das mulheres na promoção da paz. Ela fundou a organização Save Somali Women and Children (SSWC) durante a Guerra Civil Somali em 1992, para defender as mulheres e crianças afetadas pelo conflito no país. Após a Guerra, as reuniões políticas entre os cinco principais clãs da Somália não incluíam nenhuma mulher; Elmi criou o movimento Sexto Clã, que buscava obter representação feminina nas decisões de alto escalão na Somália. Ela também lutou contra a prática da mutilação genital feminina, que é executada em algumas comunidades islâmicas.
Elmi foi indicada para integrar o Parlamento Federal de Transição da República da Somália de 2004 a 2009.
Elmi recebeu os prêmios Right Livelihood Award, em 2008, e o Clinton Global Citizen Award, em 2009, por seus esforços como ativista.